# William Mang

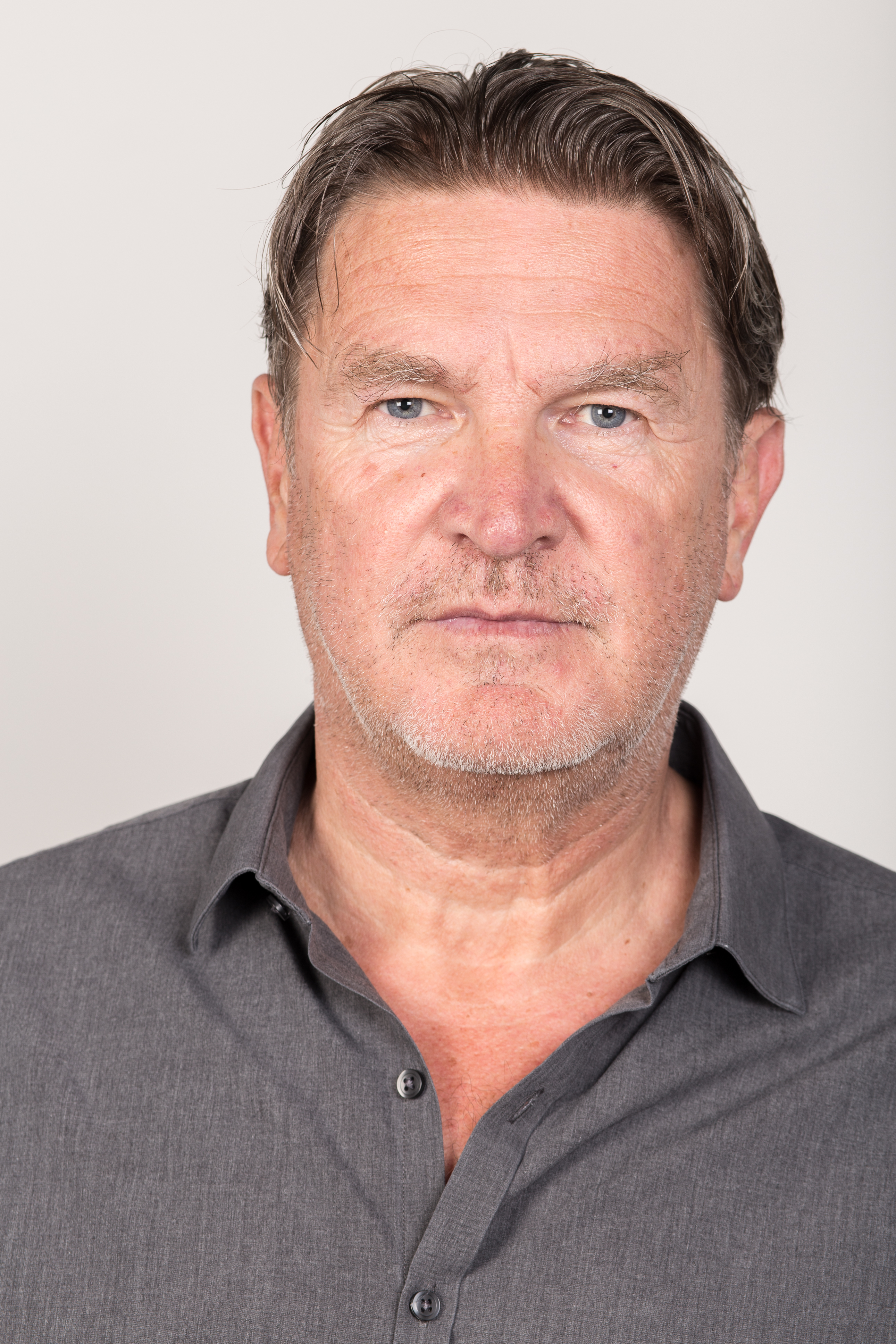
William Mang (2016)

William Mang (* 17. Mai 1954 in Wien) ist ein österreichischer Schauspieler.

## Leben
William Mang machte von 1974 bis 1977 eine Schauspielausbildung bei Ute Hagen und Horton Food am HB Studio New York. 1978 legte er in Österreich die Bühnenreifeprüfung vor der Paritätischen Kommission der Bühnengewerkschaft ab. Mang lebte und arbeitete drei Jahre lang in Rom und 15 Jahre lang in verschiedenen Städten in Deutschland. Seit den 1980er Jahren wirkte er in zahlreichen deutschen und österreichischen Fernsehserien und Fernsehfilmen mit, mehrmals auch in Kinofilmen. Von 2006 bis 2009 verkörperte er die Rolle des „Stefan Thalbach“ in der Telenovela Tessa – Leben für die Liebe. Als Bühnenschauspieler arbeitete William Mang unter anderem am Wiener Schauspielhaus, am Berliner Schillertheater, am Theater in der Josefstadt und am Theater Drachengasse. So spielte er beispielsweise 2002 und 2003 am Berliner Schillertheater in Figaro lässt sich scheiden unter der Regie von Luc Bondy. Seine Beschäftigung mit den österreichischen Dichtern Georg Trakl und Thomas Bernhard resultierte in zwei bei Preiser Records erschienenen CDs: Von Sinnen – Ein Trakl Projekt von William Mang (2007) und Thomas Bernhard: Die Mütze (2011).
Mang lebt in Wien und Berlin.

## Filmografie (Auswahl)
- 1981: Tarabas
- 1982: Das Nest unter den Trümmern der Jahre
- 1983: Die fünfte Jahreszeit: Frieden
- 1983: Das gläserne Wappen
- 1983: Mich wundert, daß ich so fröhlich bin
- 1984: Rockit – Final Executor
- 1984: Tatort: Heißer Schnee
- 1986: Intime Distanzen
- 1986: Wiedergefundene Zeit
- 1988/1989/1994: Ein Fall für zwei (drei Folgen)
- 1988: Fest im Sattel
- 1988: Waldhaus (zwei Folgen)
- 1989: Frei zum Abschuß
- 1990: Der Fahnder (eine Folge)
- 1991: Der Deal
- 1992: Der Bergdoktor (eine Folge)
- 1992: Die Lok
- 1993: Oneirevomai tous filous mou
- 1994: Florida Lady (elf Folgen)
- 1994: Unsere Hagenbecks (drei Folgen)
- 1995: Schade um Papa
- 1996: Gegen den Wind (eine Folge)
- 1996: Mona M. – Mit den Waffen einer Frau (zwei Folgen)
- 1997: Baby Rex – Der kleine Kommissar
- 1998/2000: Kommissar Rex (zwei Folgen)
- 1998: Medicopter 117 – Jedes Leben zählt (eine Folge)
- 2001: Die Klavierspielerin
- 2003: Julia – Eine ungewöhnliche Frau (eine Folge)
- 2003: Die Geisel
- 2006–2009: Tessa – Leben für die Liebe
- 2007/2008: Wege zum Glück (zwölf Folgen)
- 2008: SOKO Wismar (eine Folge)
- 2009: Hallo Robbie! (eine Folge)
- 2009: Lilly Schönauer (eine Folge)
- 2009/2016: SOKO Kitzbühel (zwei Folgen)
- 2009: Wer hat Angst vorm schwarzen Mann?
- 2011: Das Glück dieser Erde (eine Folge)
- 2011: Restrisiko
- 2011: Die Rosenheim-Cops (eine Folge)
- 2014: Sturm der Liebe (zwei Folgen)
- 2016: SOKO Wien – Hangover
- 2017: Schnell ermittelt – Viktor Urbach
- 2017: Kreuzfahrt ins Glück – Hochzeitsreise nach Sardinien
- 2023: Sisi (Fernsehserie)